# Осада Браилова (1828)
Осада Браилова — военная операция по осаде османской крепости Браилов, предпринимавшаяся российской армией во время Русско-турецкой войны (1828—1829).
После переправы через Дунай у деревни Сатуново российская армия приступила к осаде турецких крепостей Мачина, Тульчи, Гирсова, Кюстенджи, Браилова. Против последнего двинулся весь 7-й корпус (20 тысяч человек), то есть третья часть всей армии, под общим командованием генерал-фельдцехмейстера великого князя Михаила Павловича, брата царя.
Браилов, расположенный на левом берегу Дуная, имел гарнизон из 12 тысяч человек (большей частью ополчение) и 278 орудий. Комендантом крепости был Сулейман-паша.

## Ход осады
29 апреля (11 мая) к Браилову подошёл авангард, 30-го (12 мая) была начата осада. К 9 (21) мая сюда сосредоточился 7-й корпус, прибыл осадный парк, и были начаты осадные работы. Возглавлял осаду великий князь.
К 26 мая (6 июня) было устроено венчание гласиса против двух бастионов. Для обстрела крепости впервые в русской армии (по инициативе генерала А. Д. Засядко) применялись боевые и зажигательные ракеты. Между тем, действие осадных батарей оказалось слабым, так как местность не позволяла устроить анфиладные батареи, и пришлось ограничиться только демонтирными. Тогда было решено для образования брешей подвести мины. 28 мая (8 июня) прибыла и русская Дунайская флотилия из 18 кораблей под командованием капитана 1 ранга И. И. Заводовского 
Торопясь покончить с крепостью Михаил Павлович велел штурмовать Браилов. К 3 (15) июня  были устроены и заряжены мины для образования двух брешей; в 9 часов утра приказано было их взорвать по сигналу, данному тремя ракетами, и затем штурмовать бреши. По ошибке офицера, приставленного к одной из мин, взрыв её произошел преждевременно и завалил землею соседнюю мину, отчего вместо двух брешей образовалась одна.
На каждую брешь была направлена штурмующая колонна из одной бригады 18-й пехотной дивизии с двумя орудиями и рота сапёров; в резерве была бригада, а остальные войска составляли общий резерв.
Войска среди белого дня устремились по рыхлой земле обвалов на штурм. Правая колонна, не найдя бреши, тщетно пыталась взобраться на вал и, наконец, по приказанию начальника штаба 7-го корпуса генерала И. О. Сухозанета, повернула к другой бреши. Туда же прибыла и резервная бригада.
Турки оказали упорное сопротивление. Град пуль, картечи, ручных гранат сыпался на столпившиеся во рву войска, которые несмотря на это взобрались до вершины обвала, где завязался ожесточённый рукопашный бой. Сломить сопротивление турок русские войска не смогли и понесли огромные потери: 92 офицеров и 2655 рядовых. Великий князь приказал отступить в траншеи.
4 (16) июня возобновился интенсивный обстрел крепости. Когда осаждённые узнали о сдаче Мачина, то комендант Браилова, видя себя отрезанным и лишившись надежды на помощь, уже 5 (17) июня вступил в переговоры о сдаче. Утром 7 (19) июня Браилов капитулировал; гарнизону, около 8 тысяч человек, был разрешён свободный выход в Силистрию.

## Результаты
За время осады Браилова русские потеряли свыше 2,7 тысяч человек. Турки — около 4 тысяч.
Падение Браилова повлекло за собою сдачу прочих крепостей в Добрудже: Гирсова, Кюстенджи и Тульчи. Из них наиболее важное значение принадлежало Кюстенджи как гавани на Черном море, посредством которой открывался для русской армии кратчайший и удобнейший путь подвоза морем всяких припасов из России. С падением этих крепостей высвобождались войска 3-го и 7-го корпусов, двинувшиеся на соединение с главными силами.